# Decoración para cóctel

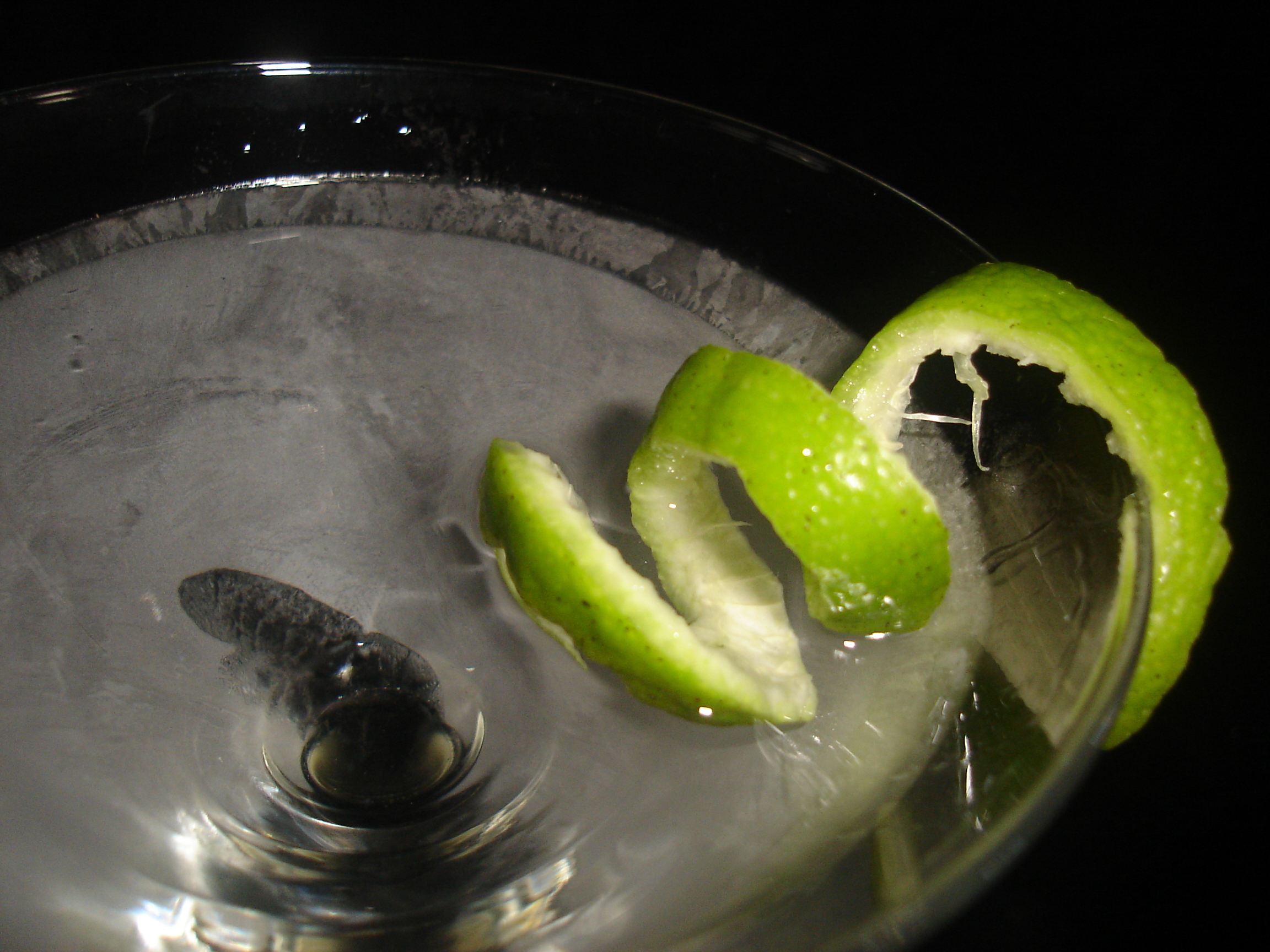
La decoración de los cócteles es una parte fundamental en la presentación de los mismos.

La decoración para cóctel es parte de la presentación de un cóctel (bebida) en forma de ornamentos diversos. Esta decoración ornamental del cóctel se divide en una categoría simple: comestible o no comestible. Entre los elementos ornamentales comestibles de un cóctel se encuentran las peladuras de frutas diversas (aportan color y aroma), los caramelos, olivas, etc. Entre los ornamentos 'no comestibles' en los cócteles se encuentran los típicos paraguas de cóctel, bengalas, pajillas de colores, flores, etc.

## Decoraciones comestibles
Entre los elementos decorativos comestibles más comunes se encuentran:
- Barras de zanahoria
- Tallos de apio, generalmente con sus hojas
- Guinda al marasquino
- Canela rallada
- Aceitunas para cóctel (en ocasiones rellenas de pimiento
- Cebollas de cóctel
- Rodajas, luquete, cáscara o gajos de limón
- Rodajas, luquete, cáscara o gajos de lima
- Ramitos u hojas de menta
- Nuez moscada rallada
- Rodajas, cáscara o gajos de naranja
- Rodajas o gajos de piña
- Sal, aplicada al borde de los vasos
- Azúcar, granulada o en polvo
- Gambas
- Frutilla
- Rodajas de sandía

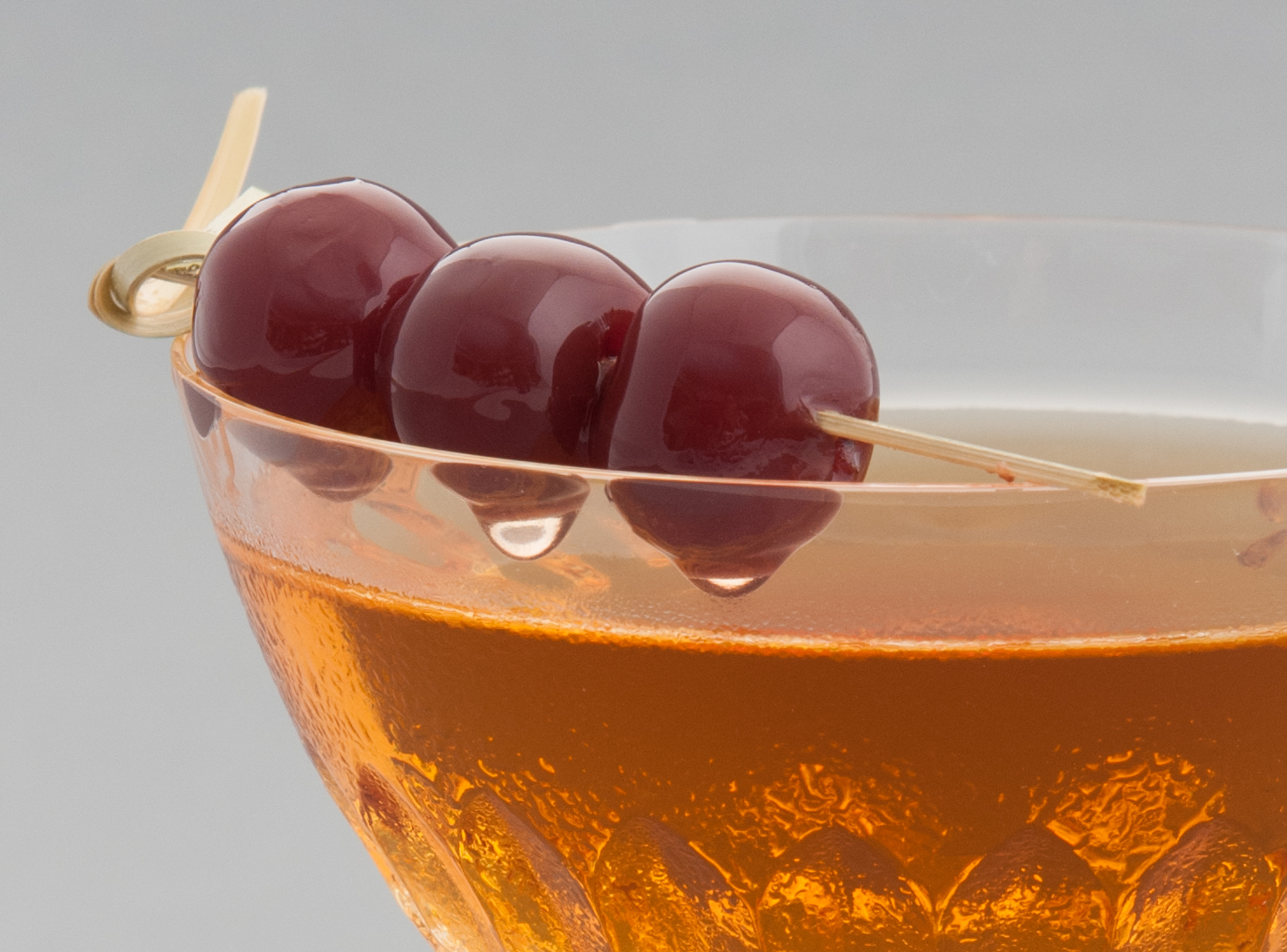
Cerezas al marraschino
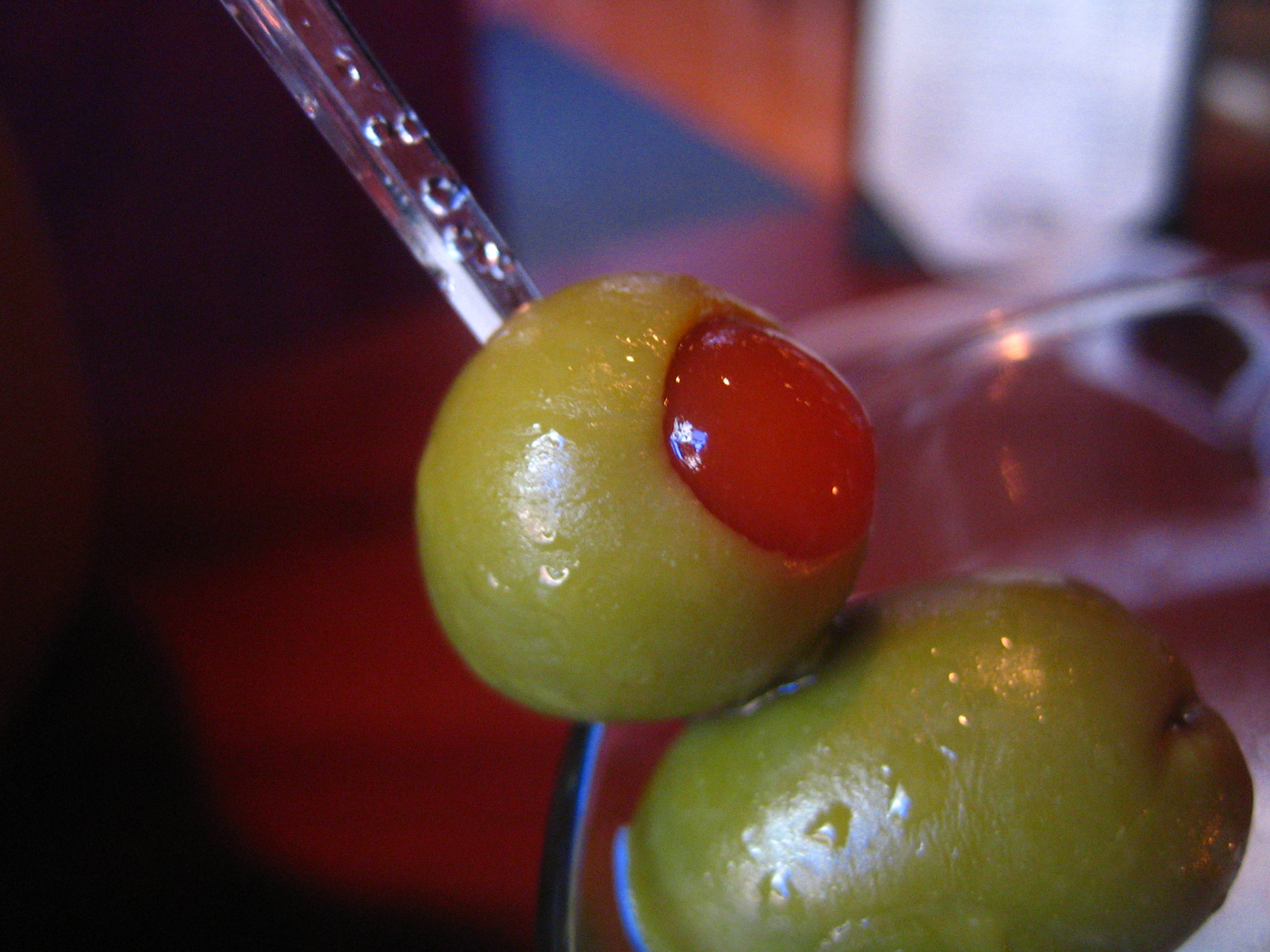
Aceitunas de cóctel
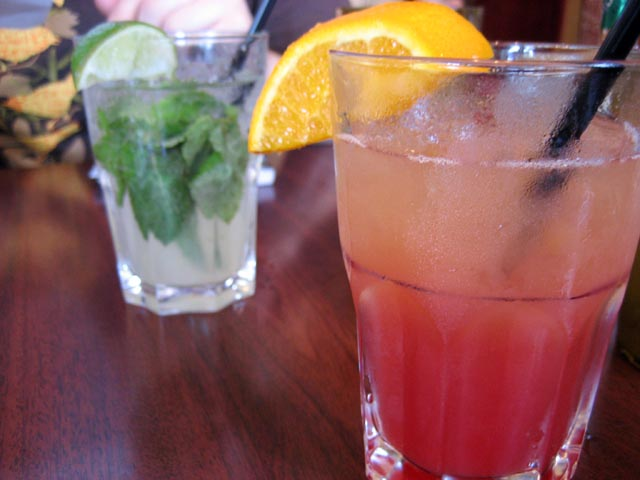
Naranja, menta y lima
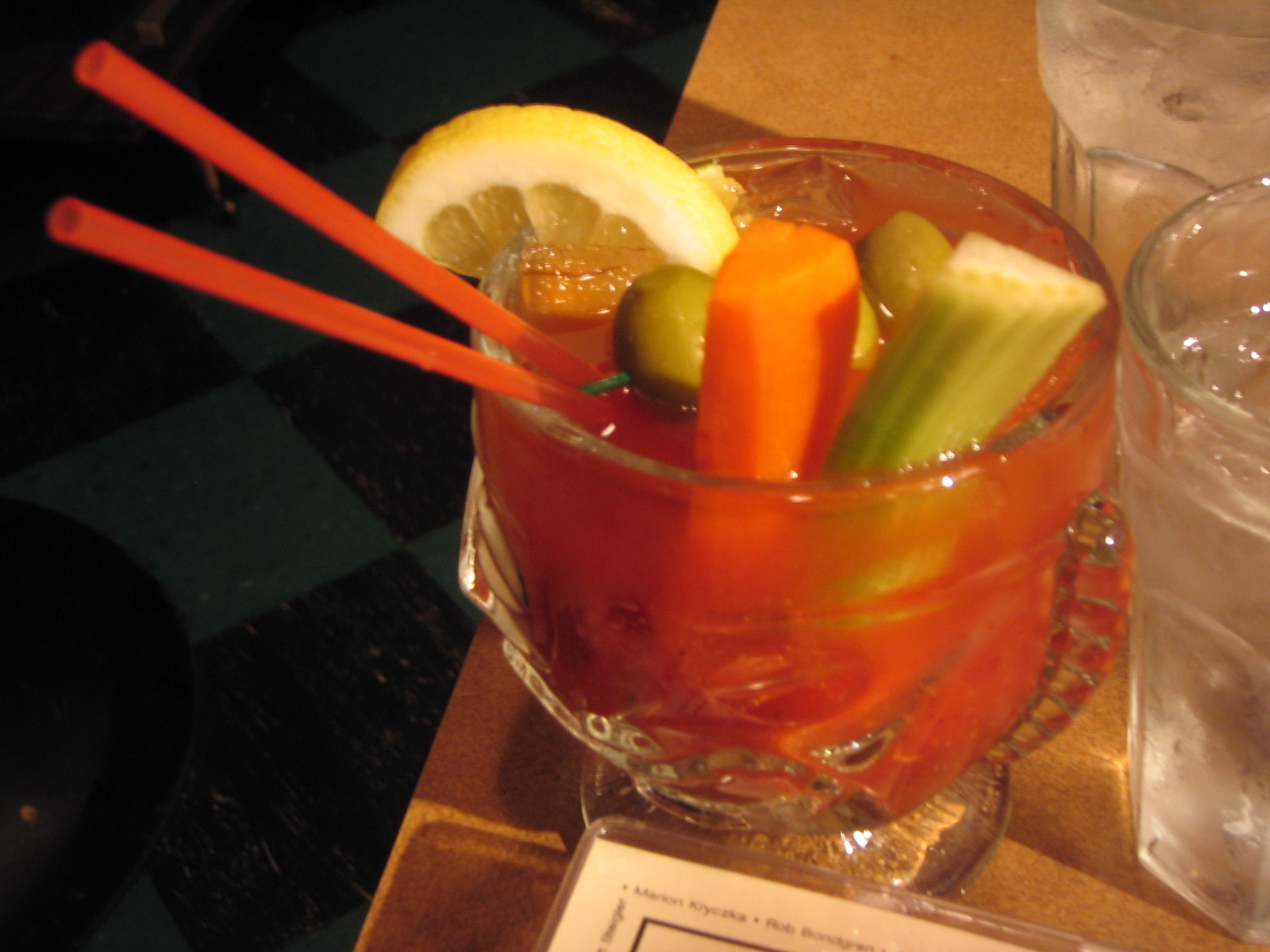
Apio, limón y zanahoria
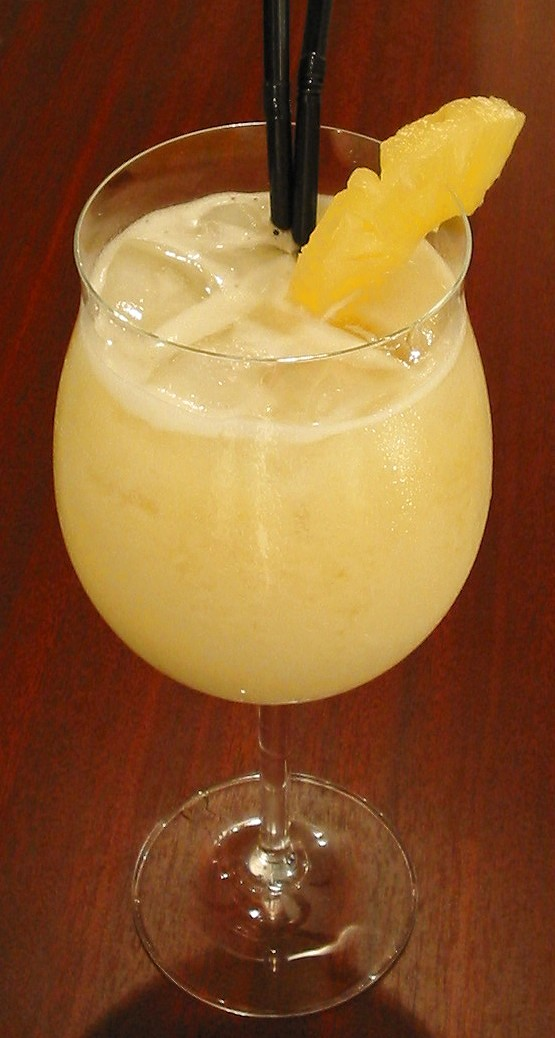
Rodaja de piña
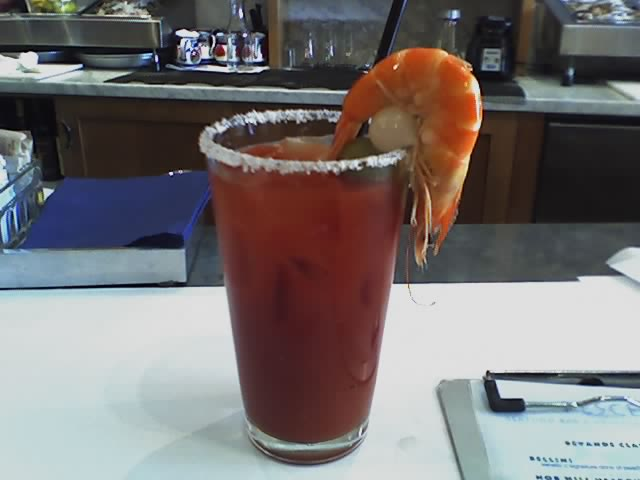
Gambas

## Decoraciones no comestibles
Los siguientes elementos se utilizan sólo para decoración:
- Animales de plástico (colgados del borde del vaso)
- Collares de cuentas (especialmente para carnaval y Mardi Gras)
- Velas
- Pajillas
- Paraguas de cóctel
- Fuego
- Banderas
- Bengalas
- Varilla de cóctel

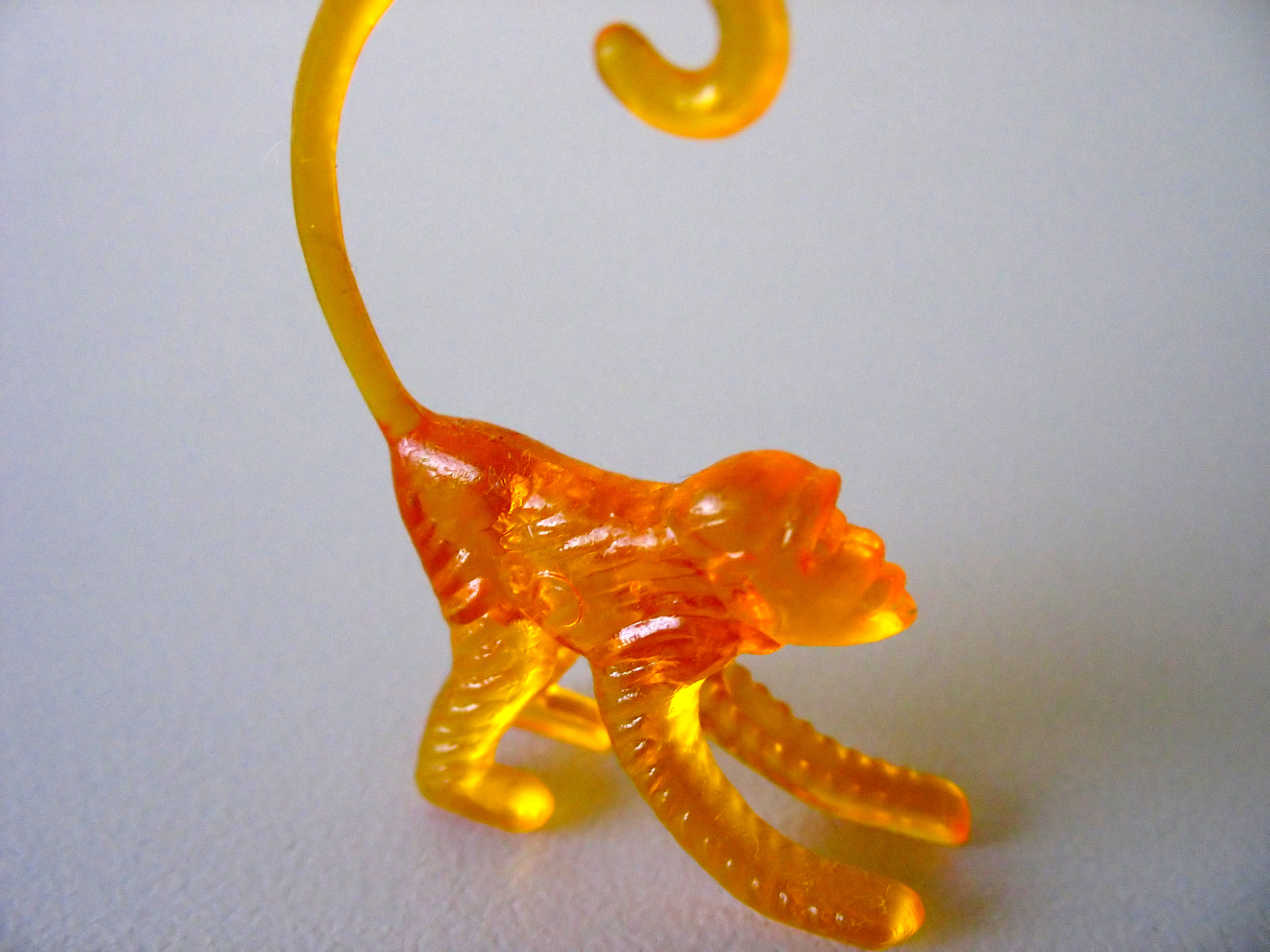
Mono de plástico
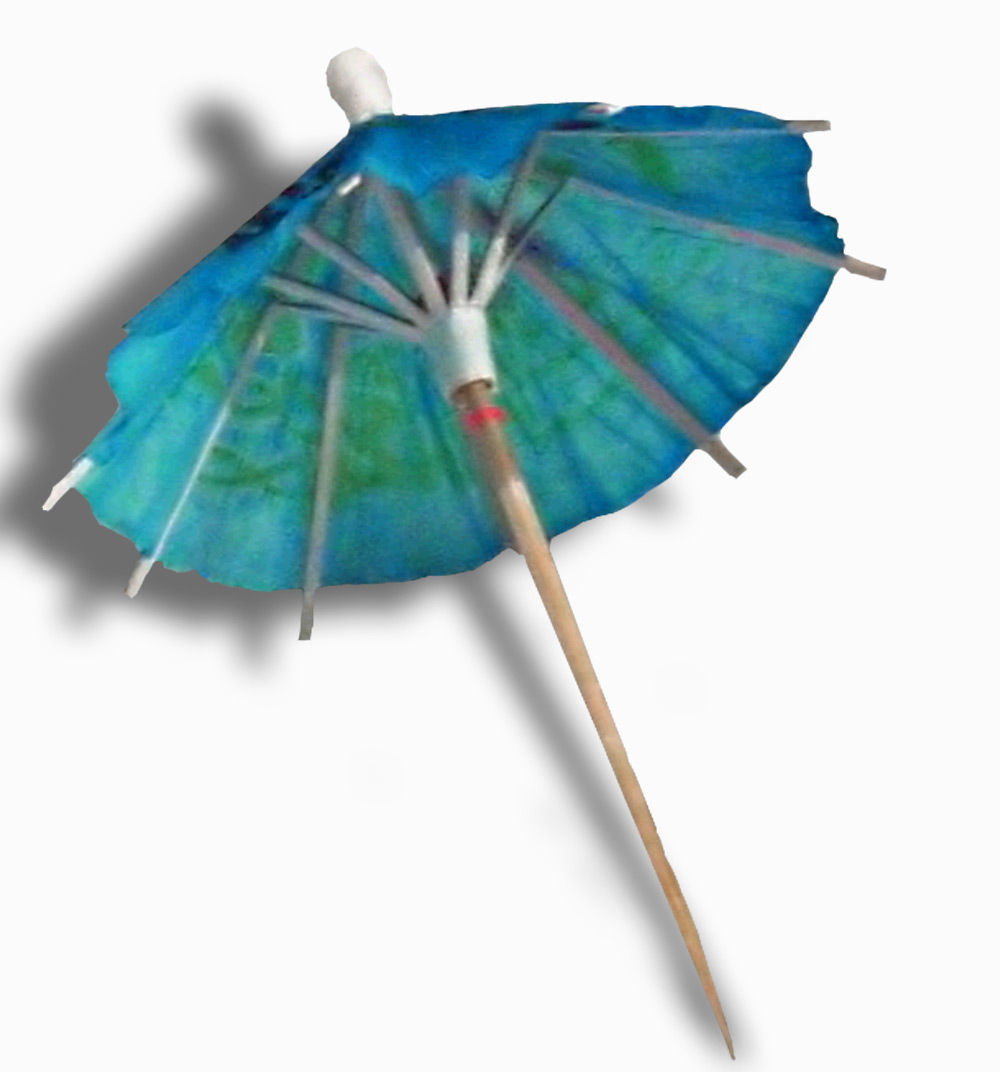
Paraguas de cóctel
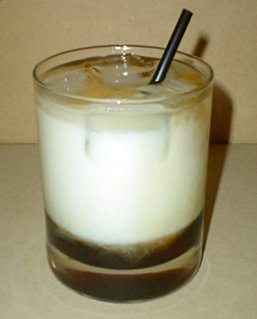
White Russian con pajilla
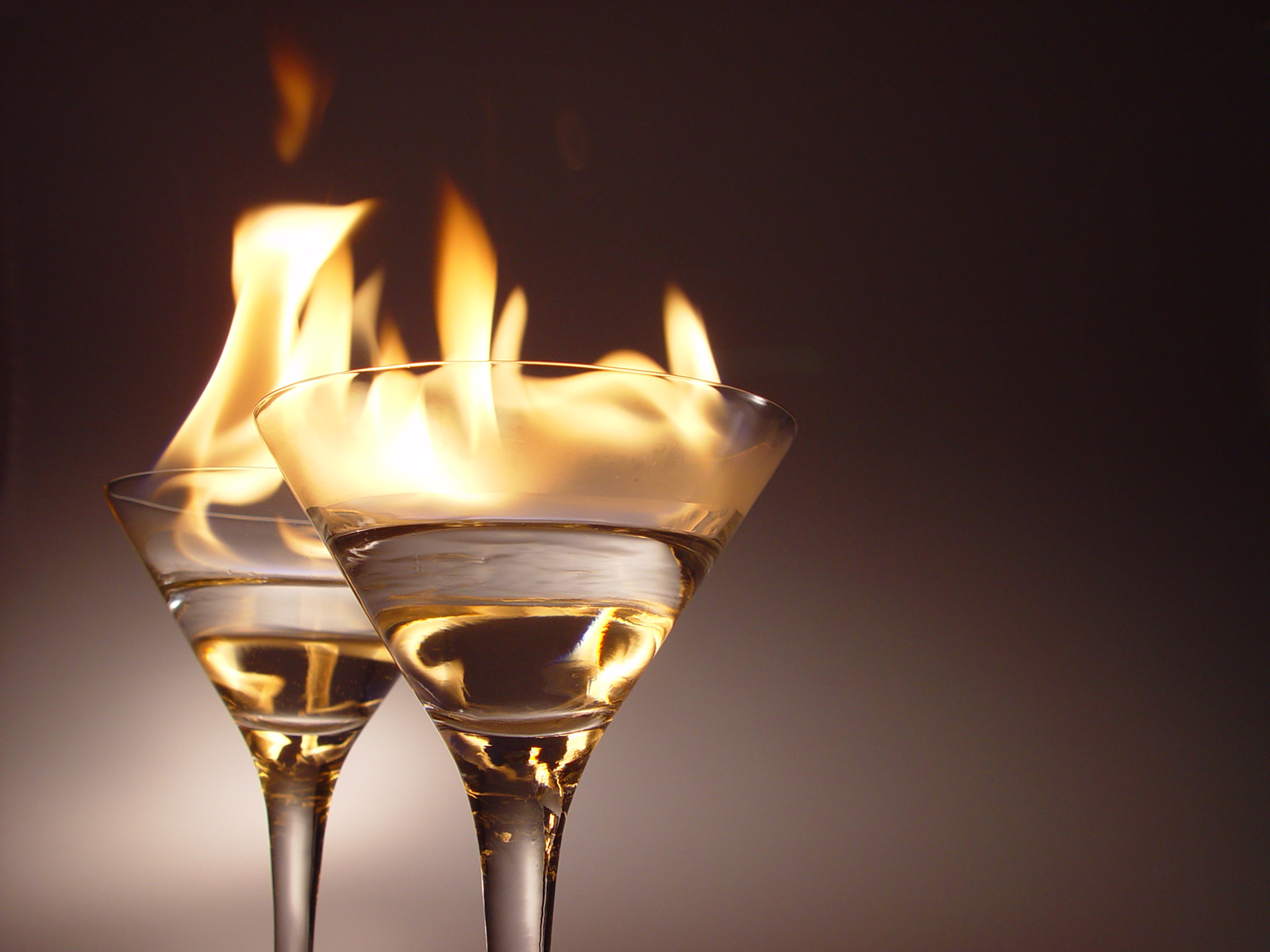
Fuego
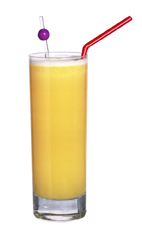
Varilla de cóctel y pajilla